# شیلا (خواننده فرانسوی)
شیلا (انگلیسی: Sheila؛ زادهٔ ۱۶ اوت ۱۹۴۵) خواننده و شخصیت تلویزیونی فرانسوی است که به عنوان یکی از برجسته‌ترین چهره‌های موسیقی پاپ فرانسه در دهه‌های ۱۹۶۰ و ۱۹۷۰ شناخته می‌شود. او به خاطر صدای متمایز و سبک موسیقی پرانرژی خود، تأثیر زیادی بر موسیقی فرانسه داشته است.
از فیلم‌ها یا برنامه‌های تلویزیونی که وی در آن نقش داشته است می‌توان به جزیره گنج اشاره کرد.
وی همچنین برندهٔ جوایزی همچون لژیون دونور (شوالیه) و لژیون دونور (افسر) شده است.

## آغاز حرفه موسیقی
شیلا در دههٔ ۱۹۶۰ با انتشار تک‌آهنگ L'école est finie به شهرت رسید. این آهنگ به سرعت به یک موفقیت بزرگ تبدیل شد و او را به عنوان یک آیکون موسیقی یئه-یئه (Yé-yé) معرفی کرد. او در ادامه، مجموعه‌ای از آهنگ‌های پرفروش را منتشر کرد که نام او را در صنعت موسیقی تثبیت کرد.

## موفقیت بین‌المللی
در دههٔ ۱۹۷۰، شیلا سبک خود را به دیسکو تغییر داد و با همکاری گروه آمریکایی B. Devotion، آهنگ‌های موفقی مانند Spacer را منتشر کرد. این تغییر سبک باعث شد او در سطح بین‌المللی شناخته شود و در بازارهای موسیقی اروپا و آمریکا نیز طرفدارانی پیدا کند.

## فعالیت‌های دیگر
علاوه بر خوانندگی، شیلا در برنامه‌های تلویزیونی متعددی حضور پیدا کرده و به عنوان یک چهرهٔ محبوب فرهنگی در فرانسه شناخته می‌شود. او همچنین چندین کتاب دربارهٔ زندگی و حرفهٔ خود منتشر کرده است.

## تأثیر و میراث
شیلا یکی از ماندگارترین خوانندگان موسیقی پاپ فرانسه است که توانسته در چندین دههٔ متوالی فعالیت هنری خود را ادامه دهد. او همچنان در تورهای کنسرت شرکت می‌کند و موسیقی او همچنان در میان نسل‌های مختلف طرفداران دارد.